# Woo Do-hwan
Woo Do-hwan (우도완?, 禹棹煥?, U Do-hwanLR, U TohwanMR; 12 luglio 1992) è un attore sudcoreano.
È noto soprattutto per i suoi ruoli nelle serie televisive Save Me (2017), Mad Dog (2017), Tempted (2018), My Country: The New Age (2019), The King: Eternal Monarch (2020), I segugi (2023) e Mr Plankton (2024). È apparso anche nel film The Divine Fury (2019).
Vita Privata
Woo Do-Hwan e' stato fidanzato della nota cantante sudcoreana Joy del famoso gruppo k-pop, Red Velvet.
È appassionato, sin da bambino, di sport da combattimento, pratica boxe e Savate.